# OpenTP1
OpenTP1は日立製作所が開発・発売している日立オープンミドルウェアシリーズのひとつで、1994年に発売されたソフトウェア。オープンシステム上でオンライントランザクション処理（OLTP）を実行する為のソフトウェア名称。1994年日経BP技術賞システム部門賞受賞。

## 特徴
従来の集中一括型OLTPに比べ、OpenTP1を使用した分散コンピューティング環境下でのOLTPはシステム規模や業務量など、それぞれのシステム固有の状況に応じた構成を柔軟に選択することができる。
また、プログラムやデータベースといったソフトウェア資源をハードウェア構成から独立させる事が出来る為、業務量の増加などに伴ったハードウェア構成の変更にもソフトウェア資源がほとんど影響を受けない。

## OpenTP1の構造
OpenTP1はオープンシステムの標準化団体（X/Open）で規定しているDTPモデルに準拠している。
そのため、X/Openに準拠したAPIを使用でき、X/OpenのXAインタフェースに準拠したDBMSなどの各種リソースマネジャと接続することが可能となっている。

## プログラミング言語
OpenTP1で使用するプログラム（UAP）はC言語、C++言語及びCOBOL言語が使用可能となっている。
加えて、Windowsで.NETにも対応している。

## 対応しているリソースマネジャ
- Oracle Database
- HiRDB
- SQL Server
- DB2
- その他日立製作所製のメインフレーム製品各種

## OpenTP1ソフトウェア製品
- TP1/ServerBase
- TP1/Link
分散トランザクション処理の基本制御を行う製品。
- TP1/EnterpriseEditoin(マルチスレッド,スケジュールキューに対応した高信頼/高性能製品)
- TP1/FS/DirectAccess
- TP1/FS/TableAccess
- TP1/SharedTableAccess
ユーザデータを管理する製品。
- TP1/MessageControl
- TP1/NET/Library
- TP1/Messaging
メッセージ制御を行う製品。
- TP1/Client/J Java上のクライアントプログラムよりTP1にアクセスする製品
- TP1/Client/P　Windows環境のクライアントプログラムよりTP1にアクセスする製品
- TP1/Client/W　Unix/Linux環境のクライアントプログラムよりTP1にアクセスする製品
- uCosminexusTP1/Clientfor.NET Framework　.NET Framework環境のクライアントプログラムよりTP1にアクセスする製品
- TP1/NET/OSI-TP（プロトコルOSI/TP）
- TP1/NET/OSAS-NIF（プロトコルNIF/OSI）
- TP1/NET/UserAgent（プロトコルOSAS/UA）
- TP1/NET/TCP/IP（プロトコルTCP/IP）
- TP1/NET/C/S560（プロトコルC/S560）
- TP1/NET/XMAP3（プロトコルXMAP3）
- TP1/NET/HSC（プロトコルHSC）
- TP1/NET/HDLC（プロトコルHDLC）
- TP1/NET/X25（プロトコルX.25）
- TP1/NET/X25-Extended（プロトコルX.25 VC）
- TP1/NET/NCSB（プロトコルNCSB）
- TP1/NET/HNA-NIF（プロトコルNIF/HNA）
- TP1/NET/SecondaryLogicalUnit-TypeP1（プロトコルSNA）
- TP1/NET/SecondaryLogicalUnit-TypeP2（プロトコルSNA）
- TP1/NET/UserDatagramProtocol（プロトコルUDP）
メッセージ通信を行う場合の各種通信プロトコル対応製品。
- TP1/MessageQueue
メッセージキューイング機能を制御する製品。対象はIBM　MQである
- uCosminexusTP1/Extensionfor.NET Framework　サーバプログラムを.NET Framework上で動作させることができる製品
- uCosminexusTP1Connector  TP1/Client/JおよびCosminexusと連携して動作するリソースアダプタ